# PC/SC
PC/SC (per esteso "Personal Computer/Smart Card") è una specifica per la standardizzazione e l'interoperabilità tra smart card e computer.
La specifica è composta da un insieme di librerie e dispositivi software usati nei maggiori sistemi operativi come Microsoft Windows, macOS e Linux. Gli ultimi due utilizzano una versione libera delle librerie in questione.